# جاي راسل روبنسون
جاي راسل روبنسون (بالإنجليزية: J. Russel Robinson)‏ هو كاتب أغاني وعازف جاز وعازف بيانو أمريكي، ولد في 8 يوليو 1892 في إنديانابوليس في الولايات المتحدة، وتوفي في 30 سبتمبر 1963 في بالمديل في الولايات المتحدة.

## وصلات خارجية
- جاي راسل روبنسون على موقع IMDb (الإنجليزية)
- جاي راسل روبنسون على موقع ميوزك برينز (الإنجليزية)
- جاي راسل روبنسون على موقع ديسكوغز (الإنجليزية)